# Теміскамінг (серія)
Тіміскамінг (Теміскамінг), серія (по озеру Тіміскамінг в Канаді)  (англ. Timiskaming, Témiscamingue)— геологічна серія, докембрійська товща метаморфізованних граувакк і підпорядкованих їм конгломератів з горизонтами вулканітів і залізисто-кременистих гірських породах (джеспілітів), розвинена в півд.-сході Канади. Залягає незгідно на серії Ківатін і перекривається також незгідно протерозойськими відкладами гурону. У гальці конгломератів є субвулканічні граніти, що проривають серію Ківатін (радіометричний вік 2,5 — 2,7 млрд років); січеться гранітами і гранодіоритами, радіометричний вік яких такий же, як у дотіміскамінгських. Згідно зі стратиграфічною схемою, прийнятою канадськими геологами, належить до верхньої частини архею.